# Hôtel de ville de Tournai

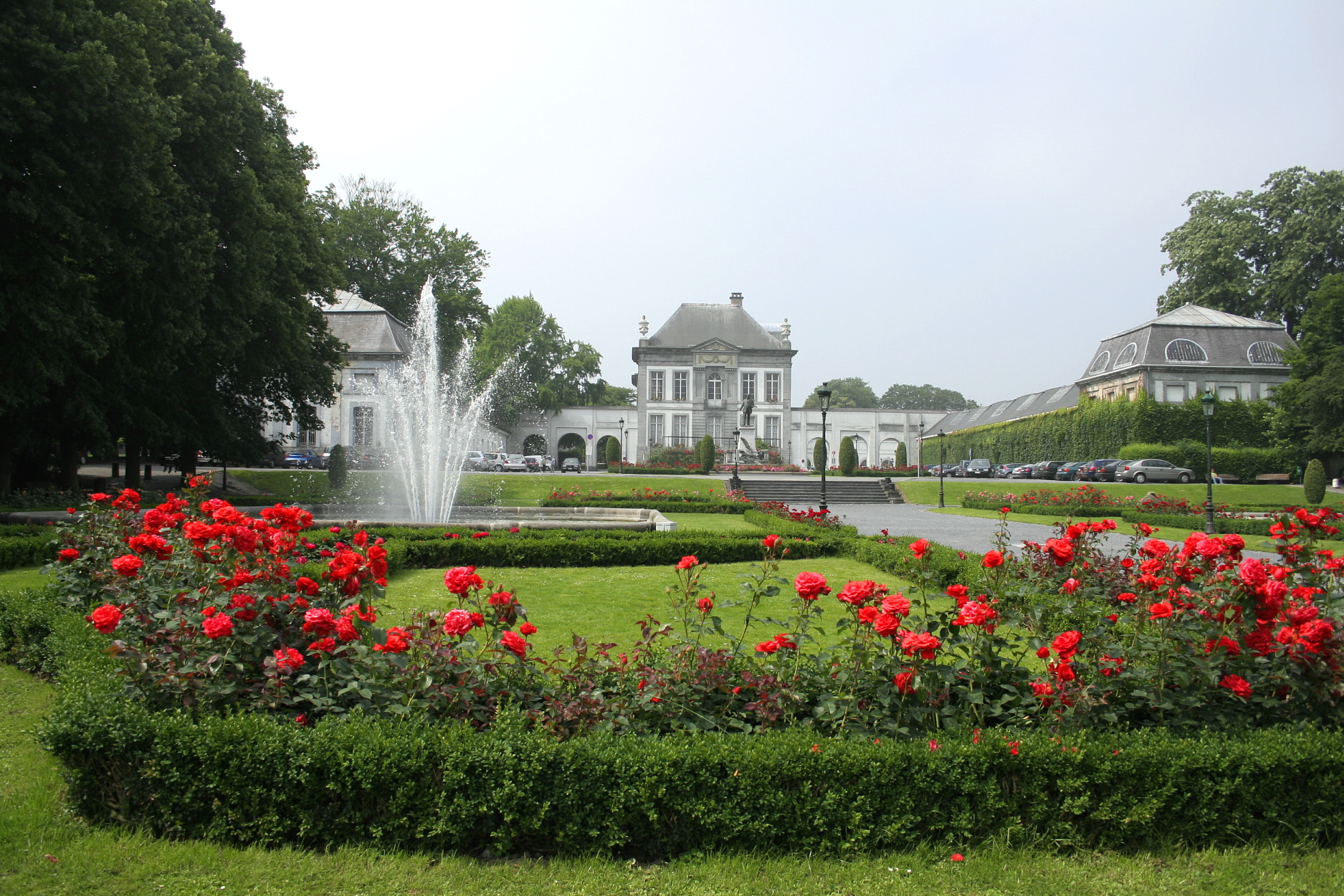
L'hôtel de ville de Tournai.

Situé au sein d'un agréable parc, l'Hôtel de ville de Tournai occupe une partie de l'ancienne abbaye bénédictine Saint-Martin. Ce monastère tournaisien du XIe siècle fut supprimé en 1797 et la plupart des bâtiments, notamment l'église, ont disparu. 
Le palais abbatial, reconstruit en 1763 sous l'abbatiat de Robert Delzenne d'après les plans de l'architecte Laurent-Benoît Dewez survécut à la suppression de l'abbaye car facilement transformable en résidence de luxe. ,
L'administration communale quitta la vieille Halle des Consaux (démolie en 1818) pour ce palais, en septembre 1809. Un incendie ravagea l'intérieur de l'édifice en 1940, les façades néoclassiques, elles, y échappèrent. De l'ancienne abbaye, subsistent l'impressionnante et sévère crypte romane, admirablement restaurée, ainsi qu'une partie du cloître, élément d'architecture gothique de la fin du XVe siècle.

## Sources
- Parcours toponymiques à travers quelques quartiers de Tournai, CCj, 2008.
- Brochures diverses de l'office du tourisme de Tournai.